# Kasteel Cappenberg

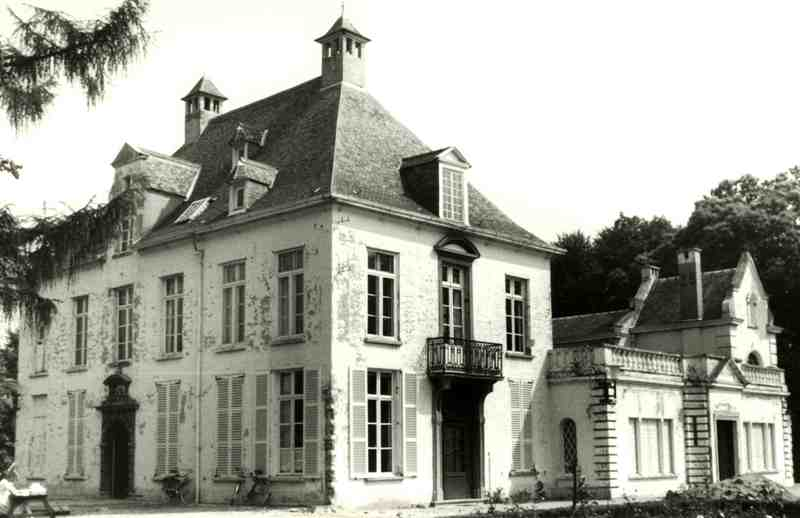
Kasteel Cappenberg

Het Kasteel Cappenberg is een kasteel in de Antwerpse plaats Hove, gelegen aan Wouwstraat 44.

## Geschiedenis
Tot einde 16e eeuw was het domein een leen van Kasteel Cantecroy. In de 16e eeuw zou het kasteel gebruikt zijn als gevangenis voor het graafschap Cantecroy. In 1542 en 1583 werd het kasteel waarschijnlijk beschadigd. In de 16e eeuw was het goed eigendom van de familie De Berlaymont. In 1647 werd het verkocht aan Guillielmus de Haze, die omstreeks 1650 een speelhuys liet bouwen.
Het speelhuis omvatte het tegenwoordige hoofdgebouw, maar op de plaats van de eerste twee traveeën bevond zich een torenachtig gebouw. In de 18e eeuw werd het kasteel uitgebreid met een kapel en een noordvleugel en omstreeks 1800 ontstond ook een oost- en zuidvleugel, zodat het geheel om een kleine binnenplaats was gegroepeerd.
In 1936 werd de noordvleugel tot woning verbouwd en in 1946 werden de oostelijke en zuidelijke vleugels gesloopt en door neoclassicistische gebouwen vervangen. Vanaf 1972 werden de gebouwen gebruikt voor een school voor Buitengewoon Lager Onderwijs, Ritmica genaamd. In 1978-1979 werden in de tuin twee paviljoenen gebouwd in neoclassicistische stijl. Van 1984-1986 werd het kasteel gerestaureerd.